# Davaar
Davaar est une île du Royaume-Uni située en Écosse.
Elle se trouve à la sortie du loch de Campbeltown (en), un petit bras de mer qui s'avance dans le Kintyre, une péninsule de l'Écosse. Elle est reliée à cette péninsule par un isthme sablonneux qui dessine la baie de Kildalloig entre l'île et le Kintyre. Ses côtes méridionales et orientales forment des falaises dont la partie la plus élevée constitue le point culminant de l'île avec 115 mètres d'altitude. Sur ces côtes se trouvent une grotte et une arche naturelle.

## Autres curiosités
Le Lookout, un édifice carré situé sur une petite butte près du phare, a été construit pendant la seconde guerre mondiale pour abriter des équipages de la royal Navy, dont la tâche était de tirer des filets anti-sous-marins pour protéger le port de Campbeltown. Ce bâtiment est maintenant loué comme une maison de vacances. 

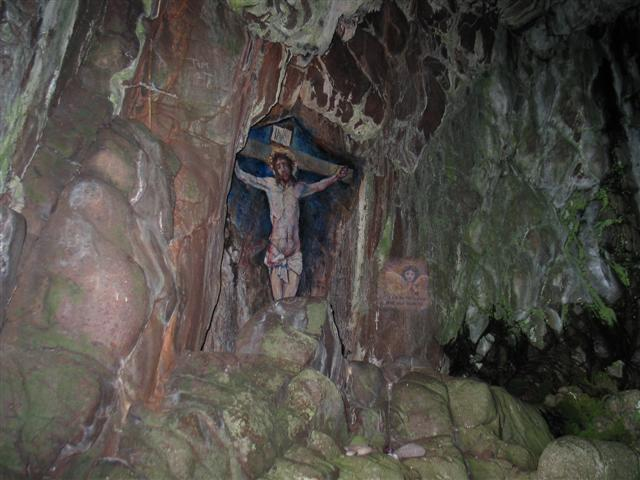
Peinture

L'île est également connue pour ses sept grottes, dont une contient une peinture d'art pariétal représentant la crucifixion, peinte en 1887 par l'artiste local Archibald MacKinnon après avoir eu une vision lui suggérant de le faire. La peinture a provoqué le tollé général dans la région sur ce pseudo-signe de Dieu quand les villageois ont découvert que c'était MacKinnon et non Dieu, l'auteur de cette peinture. Restauré plusieurs fois depuis, dont deux fois par l'artiste original, la peinture a été vandalisée en Juillet 2006, avec une représentation en rouge et noir de Che Guevara peint sur le chef-d'œuvre d'origine. Il a depuis été restauré.
Davaar est l'une des 43 îles de marée de la Grande-Bretagne et l'une des 17 présente en Écosse.  En 2001, l'île avait une population de 2 habitants selon le recensement, mais en 2011 il n'y avait plus de résidents permanents.

## Phare

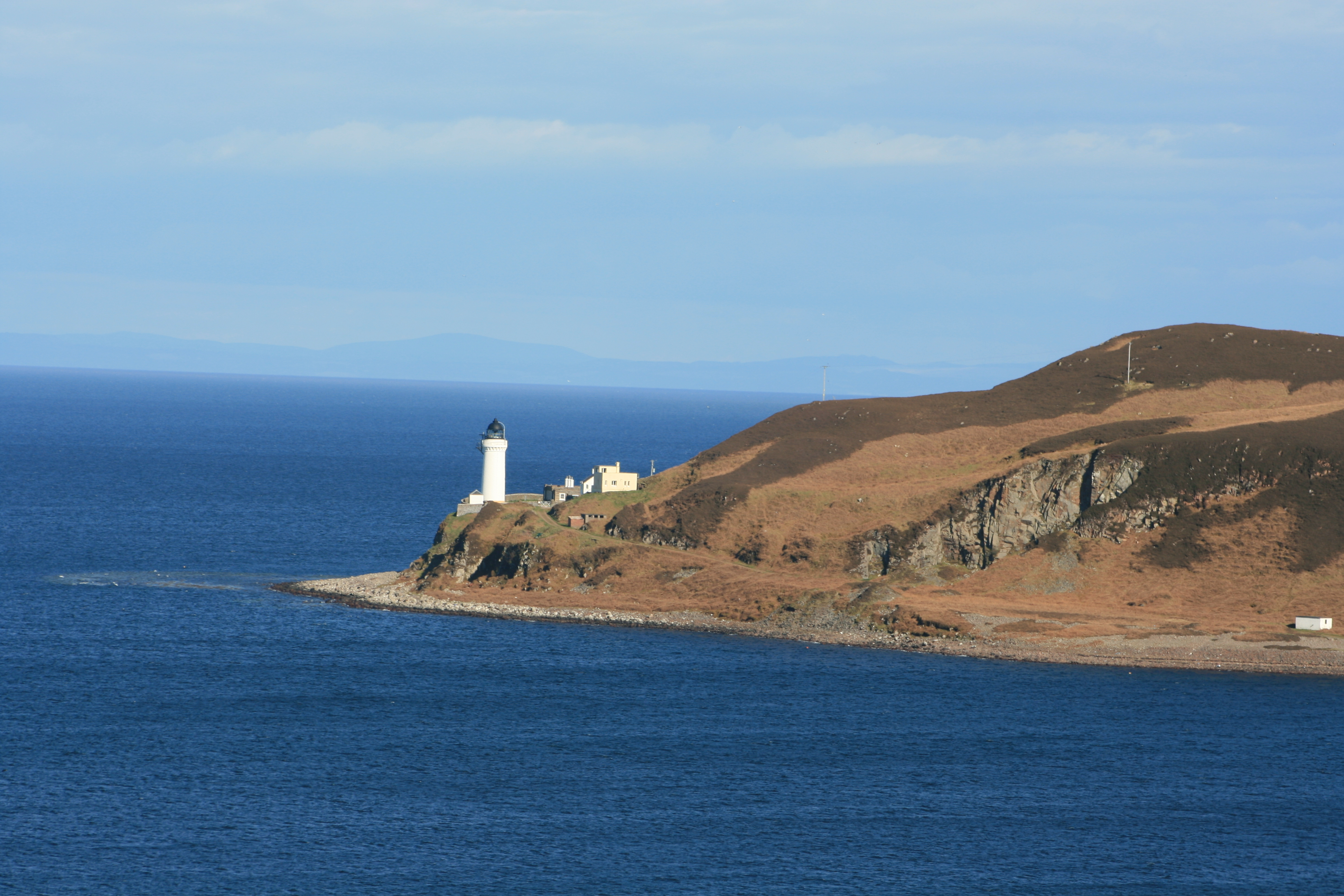
Vue du phare de Davaar.

L'île accueille un phare à son extrémité septentrionale, une jetée ainsi que le terminal d'un câble sous-marin.